# Spieß (Familienname)
Spieß oder Spiess ist ein deutscher Familienname.

## Namensträger

### A
- Adolf Spieß (1810–1858), deutscher Sportpädagoge
- Albert Spieß (1808–1855), österreichischer Werksdirektor und Politiker, Landtagsabgeordneter
- Alexander Spiess (Alexander Spieß; 1833–1904), deutscher Mediziner, Stadtarzt von Frankfurt am Main
- Alfred Spieß (1919–2001), deutscher Jurist und Oberstaatsanwalt
- Annelotte Spieß (1912–2013), deutsche Malerin
- August Spieß (1815–1893), deutscher Heimatforscher
- August Spieß (Maler) (1841–1923), deutscher Historienmaler, Illustrator, Holzschneider und Freskant
- August von Spiess (1864–1953), österreichisch-rumänischer Offizier, Jäger und Schriftsteller

### B
- Barbara Spieß (1962–2019), deutsche Sängerin und Pädagogin

### C
- Carolin Spieß (* 1970), deutsche Schauspielerin
- Christa Katharina Spieß (* 1966), deutsche Wirtschaftswissenschaftlerin
- Christian Spieß (Theologe) (* 1970), deutscher katholischer Theologe, Sozialethiker und Hochschullehrer
- Christian Heinrich Spieß (1755–1799), deutscher Schriftsteller
- Christoph Spieß (1558–1610), deutscher Geistlicher, Abt von Ochsenhausen
- Constanze Spieß (* 1975), deutsche Germanistin

### D
- Daniel Spieß (1800–1872), deutscher Verwaltungsjurist und Archivar
- Dieter Spiess (1924–2017), deutscher Unternehmer und Diplomat

### E
- Eberhard Spieß (1902–1990), deutscher Geistlicher, Bischof von Peramiho
- Eberhard Spiess (1925–2007), deutscher Filmhistoriker
- Eduard Spieß (1849–1912), deutscher Ingenieur und Schulleiter
- Emil Spiess (Geistlicher) (1895–1985), Schweizer römisch-katholischer Geistlicher und Pädagoge
- Emil Spiess (Maler) (1938–2009), deutscher Maler
- Erika Spieß (* 1954), Hochschullehrerin für Wirtschafts- und Organisationspsychologie
- Ernst Spieß (Chemiker) (1837–1894), deutscher Chemiker, Lehrer
- Ernst Spieß (Skirennläufer) (1927–2011), österreichischer Skirennläufer, Trainer und Funktionär
- Ernst Spiess (Kartograf) (* 1930), Schweizer Kartograf

### F
- Fabian Spiess (* 1994), deutscher Fußballspieler
- Felix Spieß (* 1972), deutscher Schauspieler und Synchronsprecher
- Franz Spiess (um 1811–1895), preußischer Landrat
- Franz Xaver Spieß (1875–1950), württembergischer Landtagsabgeordneter
- Friedrich Spieß (Philologe) (1806–1848), deutscher Klassischer Philologe
- Friedrich Spieß (Politiker) (1826–1904), württembergischer Landtagsabgeordneter
- Fritz Spieß (1881–1959), deutscher Konteradmiral

### G
- Gerry Spiess (1940–2019), US-amerikanischer Einhandsegler
- Gertrud Spiess (1914–1995), Schweizer Politikerin (CVP)
- Gertrude Spieß (* 1947), österreichische Politikerin (SPÖ)
- Gesine Spieß (1945–2016), deutsche Erziehungswissenschaftlerin und Geschlechterforscherin
- Gunter Spieß (* 1964), deutscher Schachspieler
- Günter Spieß, deutscher Rollstuhlfechter
- Gustav Spiess (1862–1948), deutscher Mediziner
- Gustav Adolph Spiess (Gustav Adolph Spieß; 1802–1875), deutscher Mediziner

### H
- Hans Spiess (Söldner) († 1503), Schweizer Söldner
- Hans Spiess (Mediziner) (* 1932), Schweizer Neurologe
- Hans-Arthur Spieß (1910–1979), deutscher Maler, Grafiker und Kupferstecher
- Hans Christian Spieß (1858–1929), deutscher Politiker (Konservativer Landesverein in Sachsen) und Jurist
- Hans Wolfgang Spiess (* 1942), deutscher Physiker
- Heinrich Spieß (1832–1895), deutscher Maler und Illustrator
- Helga Spieß (* 1940), deutsche Grafikerin und Kinderbuchillustratorin
- Helmut Spieß (Regisseur) (1902–1962), deutscher Regisseur und Dramaturg
- Helmut Spieß (Skeletonpilot), deutscher Skeletonpilot
- Henry Spiess (1876–1940), Schweizer Dichter
- Hermann Spieß (1818–1884), deutscher Studentenführer und Auswanderer
- Hermann Spieß von Frechen († 1618), Domherr in Münster
- Hubert Spiess (* 1964), österreichischer Schauspieler, Regisseur und Theaterproduzent

### I
- Iris Spieß (* 1963), deutsche Politikerin (CDU)
- Irmgard Spiess (Irmgard Hogrefe; 1898–1999), deutsche Unternehmerin

### J
- Joachim Spiess (auch Spieß) (* 1940), deutschamerikanischer Biochemiker
- Johann Carl Spiess (1663–1729), deutscher Physiker, Arzt und Hochschullehrer, siehe Johann Carl Spies
- Johann Christoph Spiess (Johann Christoph Spieß; 1771–1829), deutscher Theologe
- Johann Martin Spieß (1691–1772), deutscher Komponist
- Jolanda Spiess-Hegglin (* 1980), Schweizer Politikerin (GPS, PPS) und Internetaktivistin
- Josef Spiess (1933–2012), österreichischer Politiker (ÖVP) und Landwirt
- Joseph Spiess (1838–1917), französischer Ingenieur und Pilot
- Jürgen Spieß (* 1949), deutscher Althistoriker und Autor
- Jürgen Spieß (Gewichtheber) (* 1984), deutscher Gewichtheber

### K
- Karl Spieß (Politiker) (1868–1933), deutscher Politiker (SPD), MdL Baden
- Karl Spieß (Heimatforscher) (auch Karl Spiess; 1871–1921), deutscher Pfarrer, Volkskundler und Heimatforscher
- Karl von Spieß (1880–1957), österreichischer Lehrer und Volkskundler
- Karl Spieß (Fotograf) (1891–1945), deutscher Fotograf
- Karl-Heinz Spieß (* 1948), deutscher Historiker

### L
- Lars Spieß (* 1994), deutscher Handballspieler
- Ludovic Spiess (1938–2006), rumänischer Sänger (Tenor)
- Ludovica Müller-Spieß († 1837), deutsche Schauspielerin, siehe Louise Müller (Sängerin, 1784)
- Ludwig Heinrich Spiess (1820–1896), polnischer Pharmazeut und Industrieller
- Lukrezia Seiler-Spiess (1934–2013), Schweizer Publizistin, siehe Lukrezia Seiler

### M
- Manfred Spieß (* 1940), deutscher Politiker (CDU)
- Martin Spiess (* 1955), Schweizer Biochemiker
- Martin Spieß (Psychologe) (* 1960), deutscher Psychologe
- Martin Spieß (* 1981), deutscher Schriftsteller und Musiker
- Meinrad Spieß (1683–1761), deutscher Komponist
- Monika Spiess (* 1942), deutsche Bildhauerin
- Moritz Julius Spieß (1820–1897), deutscher Lehrer und Heimatforscher des Erzgebirges

### N
- Nicola Spieß (* 1958), österreichische Skirennläuferin

### O
- Otto Spiess (1878–1966), Schweizer Mathematiker und Mathematikhistoriker

### P
- Paul Spiess (1924–2001), Handballspieler und -trainer
- Philipp Ernst Spieß (1734–1794), deutscher Historiker, Archivar, Offizier und Publizist
- Pirmin Spieß (* 1940), deutscher Rechtshistoriker

### R
- Richard Spieß (1897–1952), deutscher Politiker (NSDAP)
- Rösli Spiess (1896–1974), Schweizer Musikerin und Musikpädagogin

### S
- Simon Spiess (* 1987), Schweizer Jazzmusiker

### T
- Theodor Spieß (1890–1962), deutscher Generalleutnant
- Tom Spieß (* 1961), deutscher Filmproduzent
- Tom Spieß (Handballspieler) (* 1994), deutscher Handballspieler

### U
- Ulrich Spiess (1950–2013), deutscher Komponist, siehe Ulrik Spies
- Uli Spieß (Ulrich Spieß; * 1955), österreichischer Skirennläufer

### W
- Walter Spieß (1946–2024), deutscher Finanzbeamter und Gewerkschaftsfunktionär
- Werner Spieß (1891–1972), deutscher Archivar
- Wilhelm Spiess (Schriftsteller) (1854–1930), Schweizer Lehrer, Regionalhistoriker und Schriftsteller
- Wilhelm Spieß (Pharmazeut) (1885–1965), deutscher Pharmazeut und Anthroposoph
- Wilhelm Spieß (Archivar) (1936–2016), deutscher Archivar
- Willi Spiess (Künstler) (1909–1997), deutscher bildender Künstler
- Willi Spieß (Fußballspieler) (1915–nach 1947), deutscher Fußballspieler